# Maria vom Guten Rat (München)

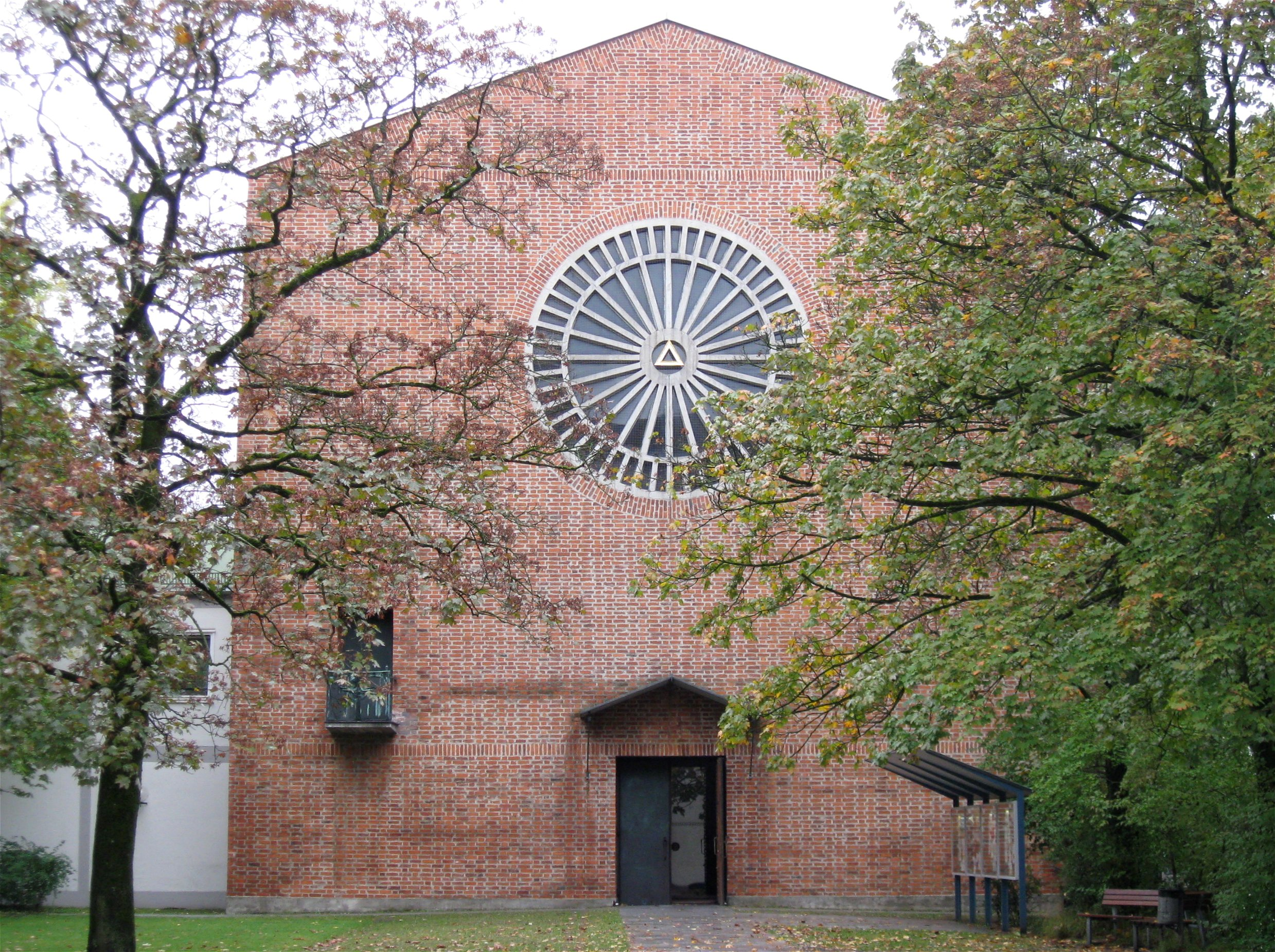
Maria vom Guten Rat – Fassade und Portal

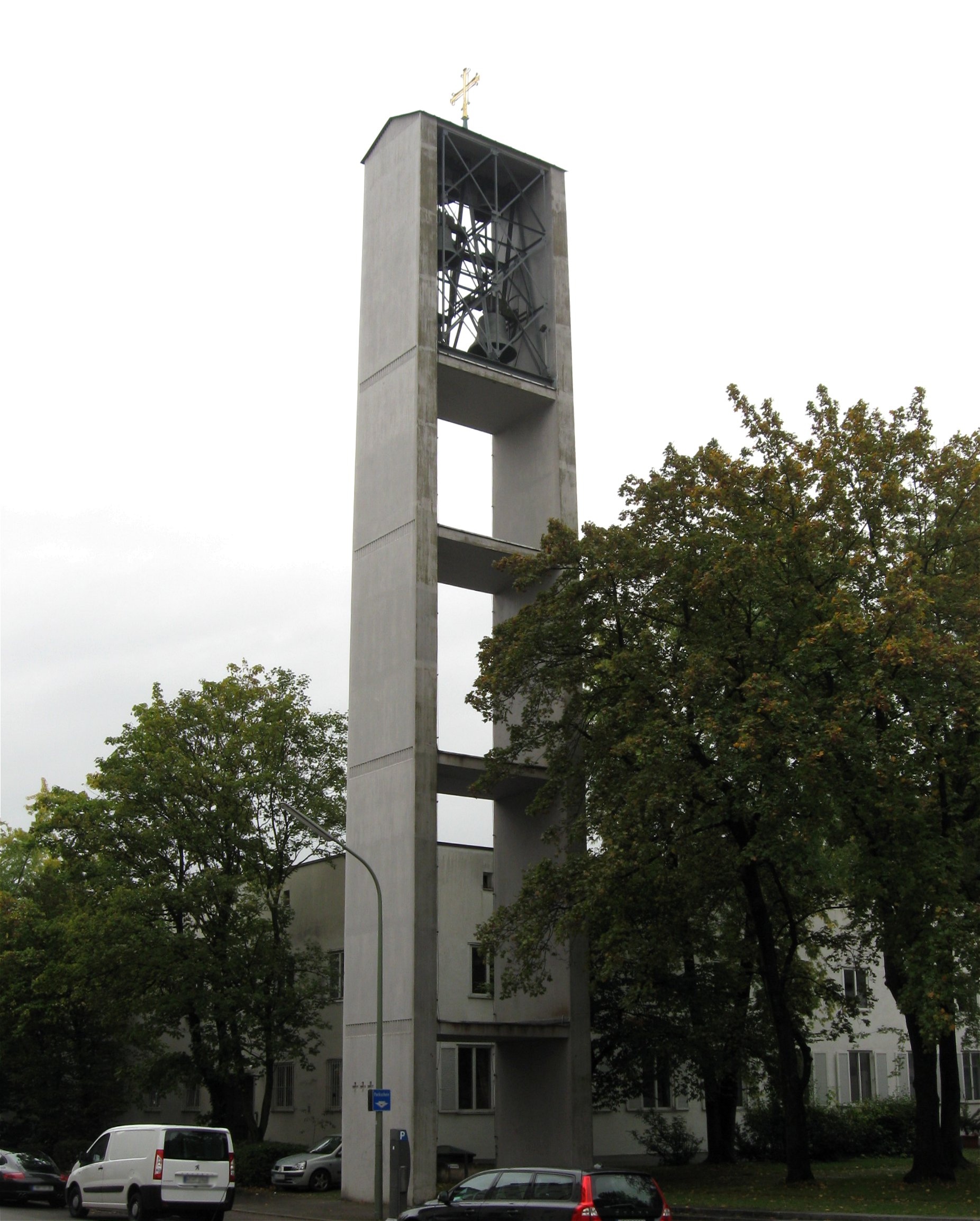
Maria vom Guten Rat – Glockenturm

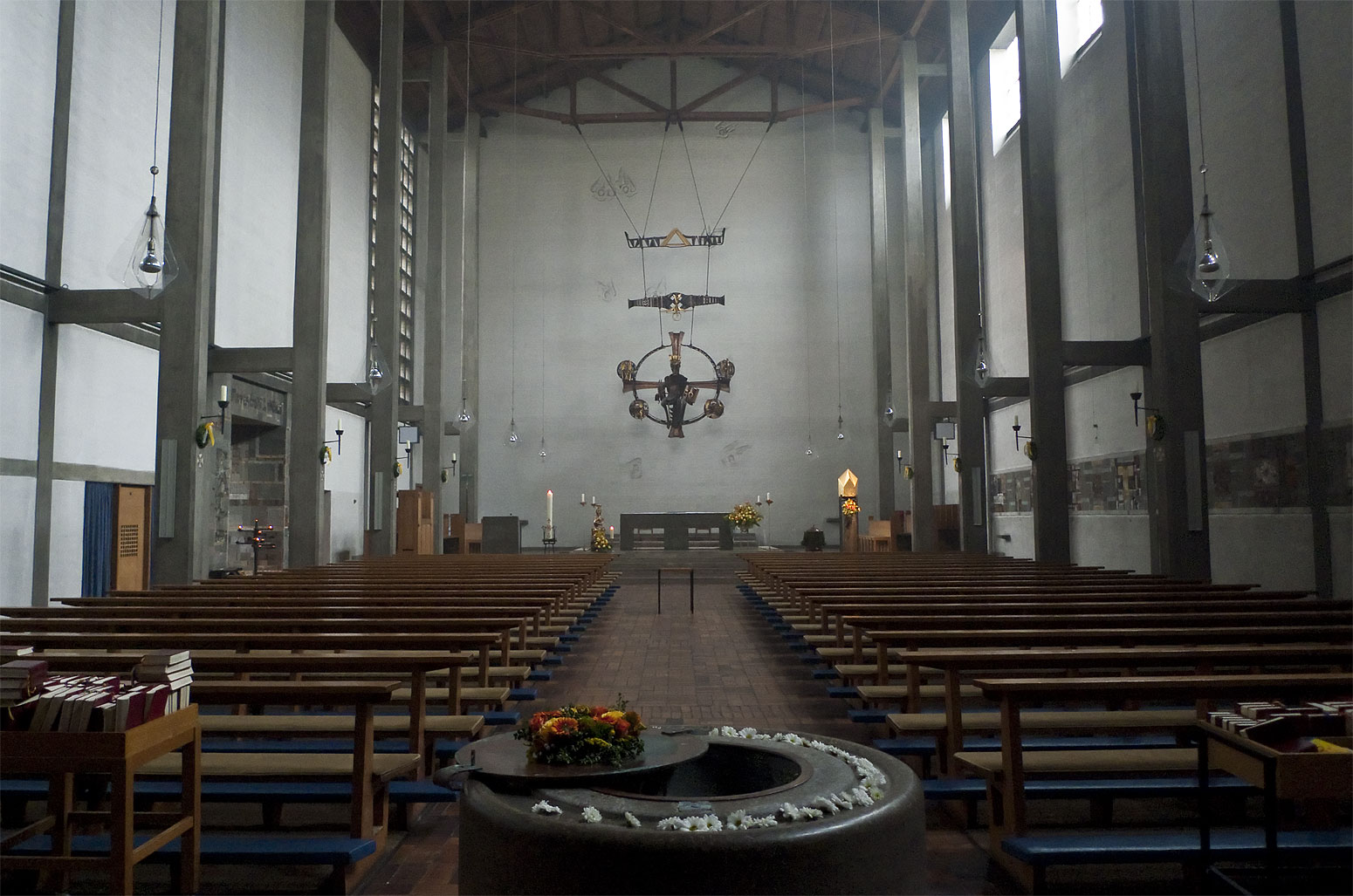
Innenraum

Maria vom Guten Rat ist eine katholische Pfarrkirche im Münchner Stadtteil Schwabing. Sie wurde in den Jahren 1956 und 1957 errichtet. Seit 2014 bildet Maria vom Guten Rat mit der Pfarrei St. Sebastian den Pfarrverband „Am Luitpoldpark“.

## Geschichte
1948 beschloss Erzbischof Michael Kardinal von Faulhaber, die Augustiner-Eremiten für den Wallfahrtsort Maria Eich und die Seelsorge in München in das Erzbistum zu holen. 1953 erwarb das Erzbischöfliche Ordinariat ein Grundstück an der Schwabinger Hörwarthstraße für die neue Kirche und ein Kloster. Das neue Pfarrgebiet wurde von den Pfarreien St. Ursula und St. Georg (Milbertshofen) abgetrennt. Architekt war Josef Wiedemann. 1956 begannen die Bauarbeiten und ein Jahr später wurde die Kirche durch Joseph Kardinal Wendel geweiht. In den 1960er Jahren wurden weitere Bauabschnitte realisiert, wie z. B. ein Pfarrheim und ein Kindergarten. Im Jahre 2000 wurde die Kirche in die Bayerische Denkmalliste aufgenommen.
Bis 1994 betreuten die Augustiner die Pfarrei, als sie dann das Kloster aufgaben, erwarb das Erzbischöfliche Ordinariat die Anlage und die Diözese übernahm die Seelsorge. Von 1999 bis 2013 durch Diözesanpriester, die der Gemeinschaft Emmanuel angehören. Im Dezember 2014 wurde in der Pfarrkirche von St. Sebastian der Pfarrverbandsgründungsgottesdienst gefeiert. Zelebrant der festlichen Gründung war Bischofsvikar Rupert Graf zu Stolberg-Stolberg.

## Orgel

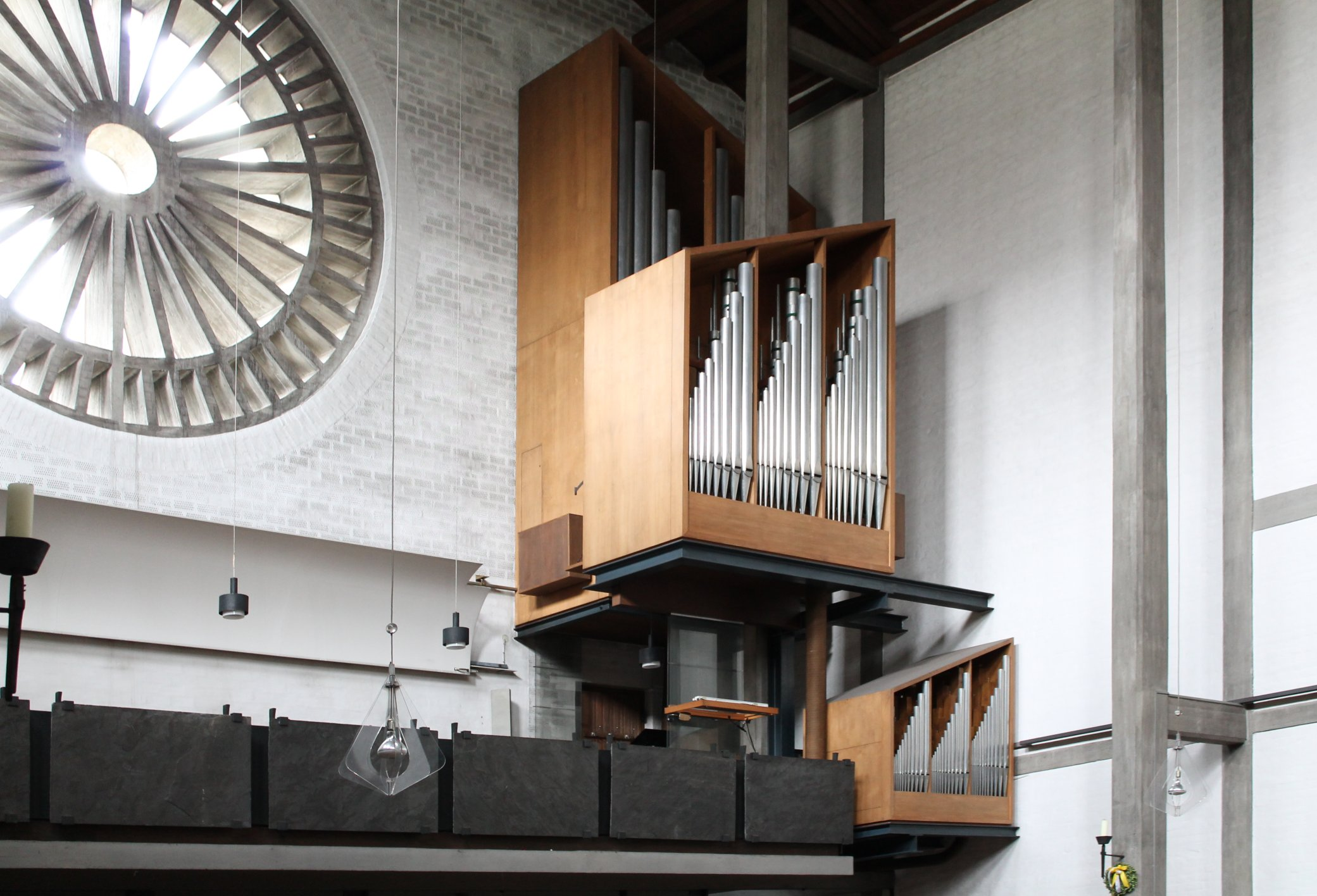
Orgel

Die Orgel wurde 1964 von Karl Schuke gebaut. Sie hat 26 Register verteilt auf zwei Manuale und Pedal. Die Disposition lautet:
| I Hauptwerk C–g3 |       |
| Quintadena       | 16′   |
| Prinzipal        | 8′    |
| Spitzflöte       | 8′    |
| Oktave           | 4′    |
| Spillpfeife      | 4′    |
| Nasat            | 2 ⁄3′ |
| Oktave           | 2′    |
| Mixtur V–VII     |       |
| Trompete         | 8′    |

| II Rückpositiv C–g3 |       |
| Gedackt             | 8′    |
| Prinzipal           | 4′    |
| Rohrflöte           | 4′    |
| Blockflöte          | 2′    |
| Quinte              | 1 ⁄3′ |
| Sesquialtera II     |       |
| Scharff IV          |       |
| Vox humana          | 8′    |
| Tremulant           |       |

| Pedal C–f1     |     |
| Offenbaß       | 16′ |
| Subbaß         | 16′ |
| Prinzipal      | 8′  |
| Metallgedeckt  | 8′  |
| Nachthorn      | 4′  |
| Bauernflöte    | 2′  |
| Rauschpfeife V |     |
| Posaune        | 16′ |
| Zink           | 4′  |

- Koppeln: II/I, I/P, II/P
- Spielhilfen: 2 freie Kombinationen

## Glocken
Im freistehenden Turm, der mehr ein Glockenträger ist, hängen vier Bronzeglocken in einem Stahlglockenstuhl. Im Jahr 1960 goss die Glockengießerei Otto in Bremen-Hemelingen diese vier Glocken mit den Schlagtönen: d1 – f1 – g1 – a1. Die Glocken haben folgende Durchmesser: 1372 mm, 1153 mm, 1027 mm, 915 mm, und wiegen: 1720 kg, 980 kg, 710 kg, 510 kg. Ihre Disposition ist nachweislich auf die Glocken der nicht weit entfernten Erlöserkirche abgestimmt.